# Бурібаївська сільська рада
Бураба́ївська сільська рада (рос. Бурибаевский сельский совет) — муніципальне утворення у складі Хайбуллінського району Башкортостану, Росія. Адміністративний центр та єдиний населений пункт — село Бурібай.

## Населення
Населення — 4328 осіб (2019, 4553 в 2010, 4452 в 2002).